# 120-129
De jaren 120-129 (van de christelijke jaartelling) zijn een decennium in de 2e eeuw.

## Gebeurtenissen

### Romeinse Rijk
- 121: Begin van de bouw van de Tempel van Venus en Roma in Rome.
- In 121 en 122 maakt keizer Hadrianus een grote rondtocht langs de noordwestelijke grenzen van het Rijk, de limes in Germania. Tijdens dit bezoek verleent de keizer marktrechten aan een nederzetting van de Kanninefaten en geeft het dorp zijn naam: Forum Hadriani (Markt van Hadrianus). De nederzetting wordt hierop geheel herbouwd volgens Romeins ontwerp.
- 122: Hadrianus geeft opdracht tot de bouw van het Vallum Hadriani, die de grens met de Picten in Caledonia moet beveiligen.
- 124: Romeins Keizer Hadrianus begint met de heropbouw van het Olympieion in Athene.
- 125: Het Pantheon in Rome wordt herbouwd door keizer Hadrianus.
- 127: Hadrianus keert terug naar Rome na een reis van 7 jaar door de Romeinse provincies. In 128 bezoekt hij de Romeinse provincie Noord-Afrika om de daar gelegerde troepen te inspecteren. In 129 verlaat hij voor de tweede keer Rome voor een reis door zijn Rijk.

Godsdienst
- 125: Paus Telesphorus volgt Paus Sixtus I op.
- 127: Hadrianus verklaart, in antwoord op de proconsul van Azië Gaius Minicius Fundanus, dat christenen niet zonder proces de doodstraf mogen krijgen.

Wetenschap
- 123: De Chinese wetenschapper Zhang Heng corrigeert de kalender zodat deze weer in lijn loopt met de seizoenen.
- 126: In Abaj Takalik (Guatemala), in de zuidelijke hooglanden van de Maya wordt een steen opgericht met de datum 8.4.5.17.11. De Mayacultuur is in opkomst.

## Belangrijke personen
- Hadrianus, keizer van het Romeinse Rijk.

### Geboren
- 120: Lucianus van Samosata Rhetoricus, satiricus.
- 121: Marcus Aurelius, toekomstig keizer van Rome.
- 126: Publius Helvius Pertinax, later keizer van Rome.

### Overleden
- 120: Tacitus, Romeins historicus, schrijver en redenaar.
- 120: Plutarchus van Chaironea
- ca. 122: Plotina, Romeins keizerin.
- 125: Paus Sixtus I
- 125: Han Andi van de Chinese Han-dynastie.
- 125: Markies van Beixiang van de Chinese Han Dynastie (vermoord).

<< · 120 · 121 · 122 · 123 · 124 · 125 · 126 · 127 · 128 · 129 · >>
<< · 100-109 · 110-119 · 120-129 · 130-139 · 140-149 · 150-159 · 160-169 · 170-179 · 180-189 · 190-199 · >>